# Federico Martínez Roda
Federico Martínez Roda (Requena, Valencia, 1 de noviembre de 1950) es un historiador y jurista español. Ha sido catedrático de Historia Contemporánea, en las Universidades Cardenal Herrera de Valencia y CEU San Pablo de Madrid, y en la actualidad es profesor emérito en la Universidad Católica de Valencia. Desde 1997 es académico correspondiente de la Real Academia de la Historia.

## Biografía
Nacido en Requena, el 1 de noviembre de 1950, cursó sus estudios de filosofía y letras y derecho en la Universidad de Valencia donde se doctoró en Historia en el año 1979 con una investigación sobre el Puerto de Valencia. Amplió sus estudios en Bruselas y Ginebra.
Sus investigaciones se iniciaron en 1973 con su tesis de licenciatura sobre la Ilustración valenciana dirigida por el profesor Joan Reglà. Desde entonces, e ininterrumpidamente, ha trabajado en cuatro líneas de investigación: temática valenciana, metodología histórica, globalización y relaciones internacionales y últimamente temas de historia militar y conexos. En 2014, recibió el XVII Premio Ángel Herrera a la Investigación en Humanidades.
Empezó su carrera docente como catedrático de institutos de enseñanza media. Fue director de los institutos de bachillerato de Utiel y Mislata (1975-1983). Posteriormente fue coordinador del C.A.P. de Geografía e Historia de la Universidad de Valencia, secretario general de la Universidad CEU Cardenal Herrera de Valencia de 2001 a 2008 y Vicerrector de la Universidad CEU San Pablo de Madrid de 2011 a 2013. En septiembre de 2014 se incorporó a la Universidad Católica de Valencia.
Como profesor ha impartido conferencias en diversas universidades extranjeras como las de Cracovia, Wroclaw, Lima, King’s Point, Nueva York, Managua, Saint Pölten, Wisconsin y Nova de Lisboa.
Ha colaborado con los periódicos Las Provincias, Informaciones, El Mundo, Levante y la revista Cambio 16. Miembro de la Real Academia de Cultura Valenciana desde 2006, fue su decano entre 2016 y 2019. Fue consejero de las revistas Historia, Antropología y Fuentes Orales y Aportes. Revista de Historia Contemporánea y director de la revista Anales de la RACV (2008-2016).

## Publicaciones
Entre sus libros y trabajos de investigación destacan:
1.— “Notas sobre la agricultura española”. La Semana Vitivinícola. Revista Técnica, 1502, 1975, Valencia. Depósito Legal: V. 181-1958.
2.—  Requena. Notas de Geografía Activa. Editorial Semana Gráfica, Valencia, 1976. Depósito Legal V-393-1976.
3.— Utiel: la tierra y los hombres. Ayuntamiento de Utiel, Utiel, 1978. ISBN 84-500-2687-3
4.— “El tráfico de pasajeros entre los puertos de Palma de Mallorca y Alicante”. En: Actas del VI Coloquio de Geografía, Universidad de Palma de Mallorca, 1979. (En colaboración con A. Diéguez). ISBN 84-300-8327-8.
5.— El puerto de Valencia. Universidad de Valencia, Valencia, 1980. ISBN 84-370-0126-9.
6.— “Los ilustrados valencianos y la economía”. Saitabi, 30, 1980. Universidad de Valencia. Depósito Legal V-2.147-1960.
7.— Orientaciones metodológicas para el estudio geográfico de los puertos españoles. Consell del País Valencià, Valencia, 1981. Depósito Legal V-1319-1981.
8.— “La ordenación del territorio y el espacio rural en ámbitos regionales”. En: Actas del VII Coloquio de Geografía, Universidad de Navarra, Pamplona, 1981. Depósito Legal S-342-1983.
9.— “Las industrias agropecuarias en España”. Dianium, U.N.E.D., Denia, 1982. Depósito Legal A-790-1982.
10.— Nuestra tierra, nuestra gente. Ayuntamiento de Requena, Requena, 1982. ISBN 84-500-7987-X.
11.— “Bunyola, de zona deprimida a barrio dormitorio y de segunda residencia”. En: Actas del VIII Coloquio de Geografía, Universidad de Barcelona, 1983 (en colaboración con A. Diéguez). Depósito Legal B-29.546-1983.
12.— El comercio internacional y los transportes. Editorial Cincel, Madrid, 1983. (Reimpreso en 1985, 1988 y 1990). ISBN 84-7046-313-6.
13.— “L’ènsemble portuaire de Lorient”. Norois, 119, 1983, Poitiers (CNRS). ISSN 0029-182X.
14.— “El puerto de Valencia, sus funciones, tráfico e hinterland”. En: Conferencias sobre temas marítimos, Cámara Oficial de Comercio, Valencia, 1983. Depósito Legal V-2539-1983.
15.— La Comunidad Valenciana. Editorial SM, Madrid, 1984. ISBN 84-348-1396-3.
16.— “Los recursos forestales en España y su industrialización”. Dianium, U.N.E.D. Denia, 1984. Depósito Legal A-790-1982.
17.— “Los vinos valencianos”. En: Primer Congrés d’ Economía Valenciana, Generalidad Valenciana, Valencia, 1984. (En colaboración con Fernando Martínez Roda). ISBN 84-7579-045-3.
18.— Prácticas de Geografía Humana y Económica. Editorial ECIR, Valencia, 1984. (Como integrante del grupo de investigación didáctica Edetania, del ICE de la Universidad de Valencia). ISBN 84-7065-054-2.
19.— Geografía Humana y Económica. Editorial ECIR, Valencia,1985 (Grupo Edetania). ISBN 84-7065-107-2
20.— Historia del Mundo Contemporáneo. Editorial ECIR. Valencia, 1986 (Grupo Edetania). ISBN 84-7065-113-7.
21.— Geografía e Historia de España. Editorial ECIR. Valencia, 1987 (Grupo Edetania). ISBN 84-7065-122-6.
22.— Historia de las Civilizaciones y del Arte. Editorial ECIR. Valencia.1988 (Grupo Edetania). ISBN  84-7065-141-2.
23.— Història General de les Civilitzations y del Art. Editorial ECIR, Valencia, 1989 (Grupo Edetania). ISBN 84-7065-151-X.
24.— Formación Humanística. Editorial ECIR, Valencia, 1989 (Grupo Edetania). ISBN 84-7065-146-3.
25.— Geografía e Historia de España. Editorial ECIR, Valencia, 1990 (Grupo Edetania). ISBN 84-7065-154-4.
26.— “Los puertos valencianos. Evolución histórica y situación actual”. Serie Histórica, 5, 1990, Real Academia de Cultura Valenciana, Valencia. ISSN 0214-025X
27.— Historia Contemporánea de la Comunidad Valenciana. Fundación Universitaria San Pablo CEU, Valencia, 1990. (En colaboración con Julio Salom). ISBN 84-600-7142-4.
28.— “Historia, realidad y educación en el pensamiento de Ortega y Gasset”. Comunicación y Estudios Universitarios, CEU San Pablo, Valencia, 1990. ISSN
29.— Actas del II Congreso de Jóvenes Historiadores y Geógrafos. Consejo Superior de Investigaciones Científicas, Valencia, 1993, 2 vols. (Como editor). ISBN 84-00-04860-1.
30.— “Notas sobre la cientificidad de la Historia”. En: Actas del II Congreso de Jóvenes Historiadores y Geógrafos, ibíd.
31.— “La influencia de la inhibición administrativa en la selección del profesorado universitario”. En: II Encuentro Internacional de Universidades Privadas, Fundación Universitaria San Pablo CEU, Madrid, 1993. ISBN 84-86792-22-3. Reproducido en Cátedra Nova, 2, 1995, Badajoz. ISSN 1135-2981
32.— Síntesis de Historia del Pensamiento Político. Editorial Actas, Madrid, 1994. (En colaboración con Sáenz-Díez y García Fraile). ISBN 84-87863-28-0.
33.— “Las formas de pensamiento: algunas corrientes de la filosofía contemporánea”. En: Historia del Mundo Contemporáneo, Editorial Actas, Madrid, 1994, (capítulo 6). ISBN 84-87863-29-9.
34.— “La programación infantil de televisión y los valores éticos: la conducta prosocial”. Comunicación y Estudios Universitarios, 4, 1994,  CEU San Pablo, Valencia. (En colaboración con E. Israel y E. García de Torres). ISSN 
35.— “Majorités politiques et fonctionnement de l´aire métropolitaine de Valence”. En: Metropolisation et Politique, Éditions L'Harmattan, Paris, 1997, (capítulo 19). ISBN 2-7384-5622-7
36.— Valencia y las Valencias: su historia contemporánea. Fundación Universitaria San Pablo CEU, Valencia, 1998. ISBN 84-86792-89-4.
37.— “El 98 y la crisis del sistema político de la Restauración (1898-1914)”. Cátedra Nova, 7, 1999, Badajoz. ISSN 1135-2981
38.— “Tratamiento periodístico del asesinato de Cánovas en la prensa valenciana”. En: Cánovas y su época, Colección Veintiuno, Madrid, 1999 (En colaboración con E. García de Torres). ISBN 84-88306-55-5.
39.— “Derecho, Moral y Economía en la Ilustración valenciana”. Serie Filológica, 21, 2000, Real Academia de Cultura Valenciana, Valencia,   ISSN 0213-9723
40.— Historia de Lo Rat Penat. Edición institucional, Valencia, 2000. (Director de la obra). ISBN 84-89069-57-3.
41.— “Lo Rat Penat i l´imaginari colectiu valencià”. En: Historia de Lo Rat Penat, ibíd., (capítulo 11). 
42.— “Un pequeño combate por la historia oral”. Calendura, 4, 2001, Universidad CEU Cardenal Herrera, Elche. ISSN 1575-233X
43.— "Marqués de Campo". Colección "Personajes del Milenio". Editor F. Doménech S.A., Valencia, 2002.
44.— “Edad Contemporánea”. En: Historia general del Reino de Valencia, Real Academia de Cultura Valenciana, Valencia, 2002, (parte V).    ISSN 0214-025X
45.— La Valencia contemporánea. Real Academia de Cultura Valenciana, Valencia, 2003. ISBN 84-96068-37-4.
46.— Cambio y permanencia en la beneficencia valenciana. Universidad CEU Cardenal Herrera, Valencia, 2004. ISBN 84-96144-19-4.
47.— “Cambios socio-económicos en la Valencia del siglo XX”. Serie Histórica, 26, Real Academia de Cultura Valenciana, Valencia, 2004.   ISSN 0214-025X
48.— De Feria Muestrario a Feria Valencia. Ed. Oronella, Valencia, 2005. (En colaboración con D. Sala). ISBN 84-89737-08-8.
49.— “The Globalization and its perception”. Globalized Europe, Univerza na Primorskem, Koper, 2005. ISBN 961-6033-68-9.
50.— “Las Cortes Valencianas democráticas”. En: Corts Valencianes, Edición Institucional, Valencia, 2005, (parte IV). ISBN 84-89684-18-5.
51.— “Los cambios de las formas jurídicas en la gestión sanitaria y su significación histórica”. En: Acción sanitaria y cambio social, Ed. Oronella, Valencia, 2005, (capítulo 5). ISBN 84-89737-04-5.
Reedición en Modelo Alzira (1999-2005). Conselleria de Sanidad, Generalitat Valenciana, 2006. Depósito Legal  V-4102-2006. 
Nueva reedición en Las nuevas formas de gestión sanitaria: Modelo Alzira, Instituto de Estudios Económicos, Madrid, 2007. ISBN 978-84-88533-93-7
52.— La Real Academia de la Cultura Valenciana en su nonagésimo aniversario. Edición Institucional, Valencia, 2006. ISBN 84-96068-81-1.
53.— “La OTAN y la defensa de Europa”. En: La Imagen de las Fuerzas Armadas, Hermandad de Veteranos de las Fuerzas Armadas, Madrid, 2007. ISBN 978-84-611-9619-7.
54.— Diez años de reflexión sobre el nacionalismo, el estado, la nación, la soberanía y lo hispánico. Tirant lo Blanch, Valencia, 2007. Coautor). ISBN  978-84-8456-283-2.
55.— “Valencia, 1808. Militares y paisanos”, II Muestra de Audiovisual Histórico de Segorbe. Sociedad Estatal de Conmemoraciones Culturales, Segorbe, 2008.
56.— “España en un mundo globalizado y multipolar”. En: La estrategia. Hermandad de Veteranos de las Fuerzas Armadas, Madrid, 2008. ISBN 978-84-691-2483-3.
57.— “Destrucción y reconstrucción del Puerto de Valencia (1936-1942)”. En: La República y la Guerra Civil, setenta años después, Actas. Madrid, 2008. ISBN 978-84-96068-07-0.
58.— “Noticia de una emisora peculiar: Radio Requena, la voz de la Fiesta de la Vendimia (1951-1953)”. Oleana, 2008, Requena. ISSN 1139-4943
59.— Historia del Mundo Contemporáneo. De la revolución a la globalización. Tirant lo Blanch, Valencia, 2008. (Director de la obra). 2ª. ed., 2010. ISBN 978-84-9876-277-8 / 978-84-9876-781-0 
60.— “Los totalitarismos”. En: Historia del Mundo Contemporáneo. De la revolución a la globalización, ibíd., (capítulos 4 y 5).
61.— Actas del Congreso Internacional sobre la Guerra de la Independencia y los cambios institucionales. Diputación de Valencia, 2009. (Editor de la obra). ISBN  78-84-96068-07-0.
62.— “Guerra de la Independencia e Historia contemporánea”. En Actas del Congreso Internacional de la Guerra de la Independencia y los cambios institucionales, ibíd. 
63.— “El Sexenio Revolucionario (1868-1874)”. En: Historia de España Contemporánea, capítulo 13, Ed. Sello, Barcelona, 2009. ISBN 978-84-937381-0-5 / 978-84-937381-3-6. Reedicion: Ed. Ariel-Planeta, Barcelona, 2010. ISBN 978-84-344-6931-0.
64.— Catálogo de la Exposición Regional Valenciana de 1909 en su centenario. Real Academia de Cultura Valenciana, Valencia, 2009. (Comisario de la Exposición y coautor de los textos). ISBN  978-84-96068-11-7.
65.— “Sí, es posible el estudio del pasado reciente”. En: Historiografía Global, vol. III, Historia a Debate, Santiago de Compostela, 2009. ISBN  84-931576-4-3.
66.— El “think tank” del valencianisme, Lo Rat Penat, Valencia, 2010. ISBN  978-84-89069-73-2.
67.— “España ante los retos de Seguridad y Defensa del siglo XXI”. En: Fuerzas Armadas Españolas: del presente al futuro. Hermandad de Veteranos de la Fuerzas Armadas, Madrid, 2010. ISBN 978-84-693-2694.
68.— “Grandes temas económicos de la Ilustración española”. Oleana, 24, 2010, Requena. ISSN 1139-4943
69.— Levantamiento popular y convocatoria a Cortes. Castellón 1810. Asociación Cultural Gregal, Castellón de la Plana, 2011. Coordinador de la obra. ISBN 978-84-694-2857-3
70.— “La Historia Contemporánea (disciplina) en la Historia Contemporánea (periodo)”. En: Levantamiento popular y convocatoria a Cortes. Castellón 1810, ibíd. 
71.— La división provincial y el final del Reino de Valencia (1810-1833). Real Academia de Cultura Valenciana, Valencia, 2011. ISBN 978-84-96068-25-4
72.— Reconstruir después de una guerra. Diputación de Castellón, Castellón de la Plana, 2012. Coordinador de la obra. ISBN 978-84-15301-10-3.
73.— “El difícil entorno exterior durante la Reconstrucción Española (1939-1951)”. En: Reconstruir después de una guerra, ibíd.
74.— Varela. El general antifascista de Franco. La Esfera de los Libros, Madrid, 2012. ISBN 978-84-9970-300-8.
75.—  “Régimen de jornada, permisos, licencias y vacaciones”, En: Comentarios a la Ley de la Función Pública Valenciana, Tirant lo Blanch, Valencia, 2012. ISBN 978-84-9033-317-4.
76.— “El contexto histórico de la Constitución de 1812”. Serie Histórica de la Real Academia de Cultura Valenciana, 33, 2013, Valencia,  págs. 125-140. ISSN: 0214-025X.
77.— “Visión de la Transición Española a la democracia, una generación después”. Anales de la Real Academia de Cultura Valenciana, 88, 2013, Valencia, págs. 9-40. ISSN: 1130-426X.
78.— “La Península Ibérica, Europa y la modernidad”. Espacio, Tiempo y Forma, Serie V, 25, 2013 UNED, Madrid, págs. 89-110. ISSN: 1130-0124.
79.— “El Derecho común y la supresión de los fueros de Valencia”. Revista de Estudios Políticos, 163, enero-marzo 2014, págs. 101-124. ISSN: 0048-7694.
80.— División Provincial: origen y consecuencias. Asociación Gregal, Castellón de la Plana, 2014, 190 págs. Coordinador de la obra. ISBN 978-84-697-0131-7
81.— “El surgimiento de las provincias y sus diputaciones (1810-1836)”. En: División Provincial: origen y consecuencias, ibíd., págs. 21-39. 
82.— Carlismo: Ideas y práctica política. Diputación Provincial de Castellón, Castellón de la Plana, 2015, 264 págs. Coordinador de la obra. ISBN 978-84-606-7376-7
83.— “Siglo y medio de carlismo entre la obstinación y la división (1830-1980)”. En: Carlismo: Ideas y práctica política, ibíd., págs. 231-264. 
84.— “Memoria y realidad histórica de la batalla de Almansa y de la supresión de los fueros de Valencia”. En: Memoria de la guerra de sucesión y del Tratado de Utrecht, CEU Ediciones, Madrid, 2015, págs. 115-130. ISBN 978-84-15949-99-2 
Reproducido en: La Historia silenciada, Historiadors de Catalunya, Barcelona, 2018, págs. 101-114. ISBN 978-84-09-00961-9
85.— Una generación con nombre de guerra: 1914. Universidad Católica de Valencia San Vicente Mártir, Valencia, 2016, 240 págs. Coordinador de la obra. ISBN: 978-84-87331-28-2. 
86.— “La cultura política de la generación de 1914”. En: Una generación con nombre de guerra: 1914, ibíd., págs. 23-39. 
87.— “Spanish monarchy and the Portuguese Republic: Two routes to democratization”. Portuguese Journal of Social Science, Volumen 15:1, 2016, págs. 120-143. (En colaboración con María Inácia Rezola). ISSN: 1476-413X.
88.— “Carles Salvador en una generació fragmentada”. En: Carles Salvador (1893-1955). Escriptor, Gramàtic, Mestre. Acadèmia Valenciana de la Llengua, Valencia, 2016, págs. 15-48. (En colaboración con Antonio Atienza). ISBN: 978-84-482-6118-4.
89.— “Paradigma historiográfico y discurso geopolítico”. Anales de la Real Academia de Cultura Valenciana, 93, 2018/I, Valencia, págs. 11-21. ISSN: 1130-426X.
90.— Ni gatopardos, ni suicidas. El cambio político de 1976, el año equidistante entre dos rebeliones. Ed. Saralejandría, Castellón de la Plana, 2018, 296 págs. ISBN: 978-84-17409-20-3.
91.— “La repatriación de los combatientes en la guerra de Cuba (1895-1899)”. Aportes. Revista de Historia contemporánea, 99, 2019/1, Madrid, págs. 123-149. (En colaboración con Enrique de Miguel Fernández-Carranza). ISSN: 0213-5868 e ISSN:2386-4850.
92.— “El paso de los ganados por Requena. Un apunte histórico”. Oleana, 34, 2019, Requena, págs. 103-116. ISSN 1139-4943.
93.— “Relato en primera persona”. En: Historia, pensamiento y humanismo actual. Libro homenaje al profesor Federico Martínez Roda, Universidad Católica de Valencia San Vicente Mártir, Valencia, 2019, págs. 13-24.  ISBN 978-84-16562-21-3
94.— “Filosofía de la historia versus cientificidad de la Historia”. SCIO Red de Investigaciones Filosóficas, 84, enero de 2020, págs. 1-9. ISSN electrónico: 2603-6924.                                                                    
95.— “Hispanidad, Lusitanidad e idea de Imperio”. En: Centinelas de Occidente. Intelectuales e ideología en la modernización de los imaginarios geopolíticos de las dictaduras peninsulares (1928-1975). Dykinson, Madrid, 2020, págs. 75-100 (En colaboración con María Inácia Rezola). ISBN 978-84-1324-737-3
96.— “El presidente Prim: militar y progresista”. En: Catalanes en la historia de España. Ed. Ariel, Barcelona, 2020, págs. 195-234. ISBN 978-84-344-3312-0
97.— “España y el Bloque Ibérico en la primera fase de la Segunda Guerra Mundial (1939-1942)”. En: Visiones geopolíticas de la península ibérica. Estudios de Política Exterior peninsular. Sar Alenjandría, Castellón de la Plana, 2020, págs. 101-128. ISBN 978-84-17995-85-0
98.— “Nación, un concepto oscurecido por el nacionalismo y el marketing”, SCIO. Revista de Filosofía, 20, julio de 2021, págs. 185-216. ISSN: 1887-9853
99.— “Antonio Maura: la coherencia en política”. En: Ideario político. Ediciones Frontera, Madrid, 2021, págs. 21-60. ISBN: 978-84-09-35926-4
100.— “El valor de la Historia”. Studia Philologica Valentina, Anejo nº 2, 2021, págs. 701-713. ISSN: 1135-9560 e ISSN: 2695-8945
101.— “The end of the "Spanish Danger" as a prerequisite for Iberian Alignment during the Cold War”, Annales Universitatis Mariae Curie-Skłodowska, sectio K – Politologia, vol. 28/2, 2021, págs 7-25. ISSN: 1428-9512 e ISSN: 2300-7567
102.— “Estanislao Figueras: el presidente enigmático”. En: Semblanzas catalanas. La Cataluña plural en la España global. Editorial Cátedra, Madrid, 2022, págs. 140-163.
103.— “Reflexiones epistemológicas sobre las Ciencias Sociales”, SCIO Red de Investigaciones Filosóficas, 139, enero de 2023, págs. 1-10. ISSN electrónico: 2603-6924
104.— “Cánovas en la historiografía española”. En: Roberto Villa García, Carlos Gregorio Hernández (eds.), Cánovas del Castillo: Monarquía y liberalismo. Madrid, Ediciones Encuentro, 2023, págs. 153-190.